# Rosa Blanca de York

Insignia de la Casa de York.

Bandera de Yorkshire

La Rosa Blanca de York (Latinizada como rosa alba, blasonada como una rosa de plata) Es una rosa heráldica blanca que se adoptó en el siglo XIV como insignia heráldica de la Casa de York. En la era moderna, se utiliza más ampliamente como símbolo de Yorkshire.

## Historia
Tradicionalmente se sabe que los orígenes del emblema se remontan a  Edmund de Langley en el siglo XIV, el primer duque de York y el fundador de la Casa de York como un descendiente de la línea no primogénita de la entonces vigente Casa de Plantagenet. El actual simbolismo detrás de la rosa tiene connotaciones religiosas pues representa a la virgen María, a quién se denomina frecuentemente como la «Rosa mística de los cielos». La rosa de York es de color blanco, porque en el simbolismo litúrgico cristiano, el blanco es el símbolo de la luz, tipificando inocencia y pureza, felicidad y gloria.
Durante las guerras civiles del siglo XV, la rosa blanca fue el símbolo de las fuerzas de York opuesto al de su rival Casa de Lancaster, cuyo símbolo era la Rosa Roja de Lancaster. La oposición de las dos rosas le dio a las guerras su nombre: la guerra de las Dos Rosas. El conflicto llegó a su fin con el rey Enrique VII de Inglaterra, quien simbólicamente unió las rosas blanca y roja para crear la Rosa Tudor, símbolo de la  dinastía Tudor. A finales del siglo XVII los Jacobitas tomaron la Rosa Blanca de York como su emblema, celebrando el "White Rose Day" el 10 de junio, el aniversario del nacimiento de Jacobo III y VIII en 1688.  [cita requerida]

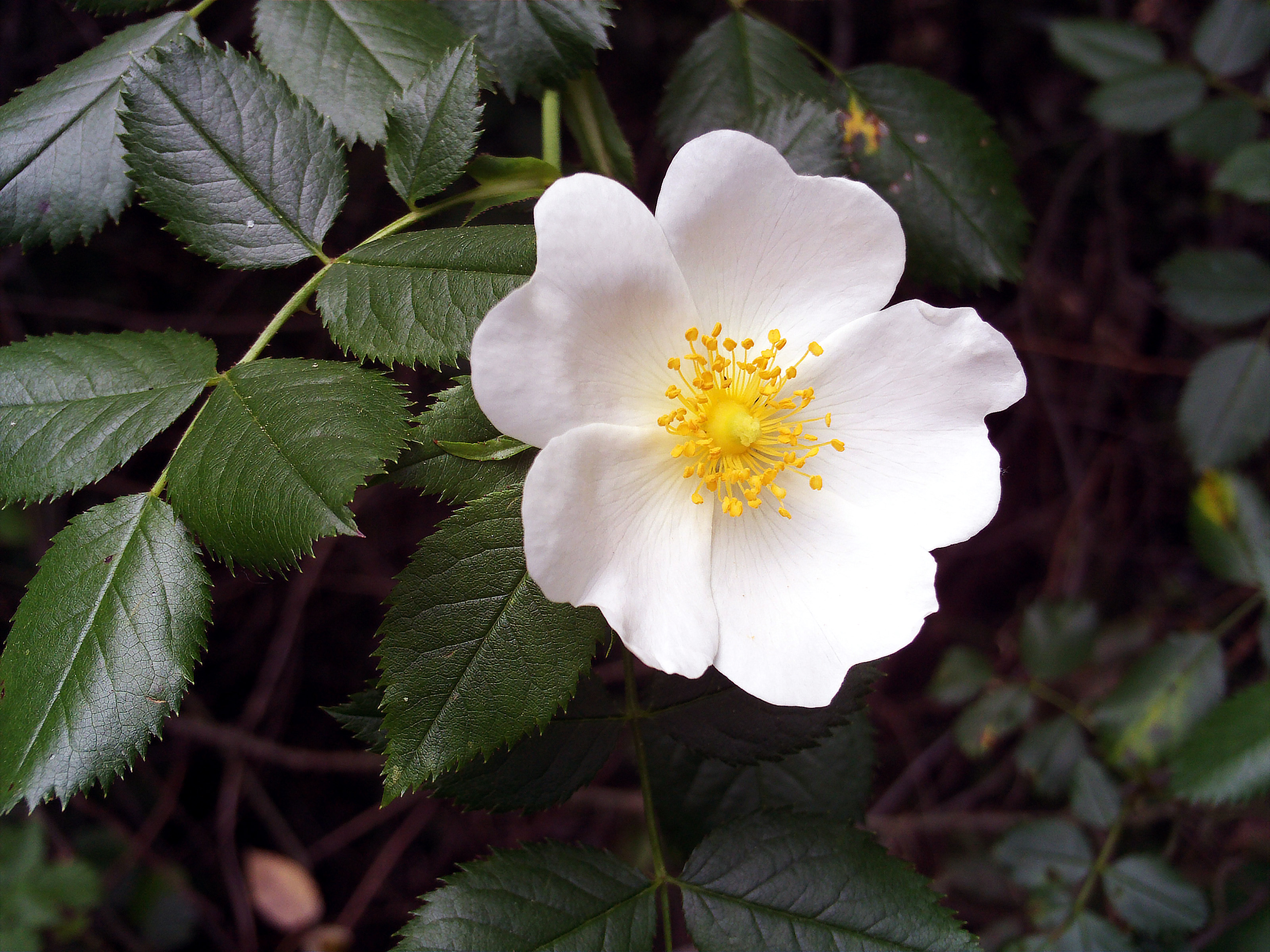
La rosa blanca símbolo y emblema de la totalidad de Yorkshire.

En la batalla de Minden el 1 de agosto de 1759, los hombres de Yorkshire del regimiento de Infantería ligera « King's Own Yorkshire Light Infantry »  predecesor del regimiento « 51st Regiment » recogieron rosas de los arbustos cerca del campo de batalla en tributo a los camaradas caídos en batalla. Pegaron las rosas blancas en sus capas como tributo. El Yorkshire Day se celebra en esta fecha cada año.